# Sadam Ali
Sadam Ali (ur. 26 września 1988 w Nowym Jorku) – amerykański pięściarz, były mistrz świata organizacji WBO w wadze junior średniej.

## Początki
Urodził się na nowojorskim Brooklynie, ale jego rodzina wywodzi się z Jemenu. Ma cztery siostry i brata.
W 2006 roku, jako siedemnastolatek, wygrał prestiżowy amatorski turniej "Złote Rękawice". W 2007 roku brał udział w amatorskich mistrzostwach świata w Chicago. Odpadł w drugiej rundzie, przegrywając z Charikiem Jawakjanem z Armenii.
W 2008 roku startował w igrzyskach olimpijskich w Pekinie. Z turnieju olimpijskiego odpadł jednak już w pierwszej rundzie, przegrywając 5-20 z Rumunem Georgianem Popescu.

## Kariera zawodowa
Zawodowy kontrakt zdecydował się podpisać tuż po igrzyskach olimpijskich w Pekinie. Do jego debiutu doszło 17 stycznia 2009 roku. Znokautował wówczas w pierwszej rundzie Ricky'ego Thompsona (1-4).
5 marca 2016 roku, po kolejnych dwudziestu dwóch zwycięstwach z rzędu,otrzymał szansę walki o pas mistrza świata WBO w wadze półśredniej. Jego rywalem podczas gali w Waszyngtonie był Jessie Vargas (26-1, 9 KO). Przegrał tę walkę przez techniczny nokaut w dziewiątej rundzie.
To co nie udało się za pierwszym razem, udało się za drugim. Po czterech kolejnych wygranych ponownie stanął do walki o mistrzowski pas WBO, tym razem w kategorii junior średniej. Choć nie był faworytem, to pokonał jednogłośnie na punkty (116-112, 115-113, 115-113) Miguela Cotto (41-5, 33 KO). Po walce reprezentant Portoryko ogłosił zakończenie sportowej kariery.
12 maja 2018 w Veronie przegrał przez techniczny nokaut w czwartej rundzie z Meksykaninem Jaimem Munguia (29-0, 25 KO), tracąc tytuł WBO w wadze junior średniej.